# Hendrick van der Burgh
Hendrick van der Burgh, född 1627, död efter 1664, var en nederländsk konstnär.
Van der Burgh är påvisbar verksam i Delft 1649-54 och 1664 samt i Leiden 1658-59 och 1663. Bland hans konstverk märks främst bibliska motiv och genremålningar.